# Horváth Dávid Balázs
Horváth Dávid Balázs Budapest, 1972. június 28. –) egy Schmidt Egon-díjjal kitüntetett magyar állatorvos, újságíró.

## Élete, családja
1972. június 28-án született Budapesten, Dr. Kiss Julianna és Dr. Horváth Ákos Gyula gyermekeként. Szülei állatorvosok, édesanyja határállomás vezető főállatorvos, édesapja kerületi főállatorvos. Nagyapja Horváth Gyula dandártábornok, nagybátyja Dr. Horváth Zoltán állatorvos belgyógyász professzor, az állatorvos-tudomány kandidátusa. 
3 éves korától 1 évet Mongóliában töltött, ahol szülei kutató állatorvosként dolgoztak. A ferencvárosi Bakáts téri Ének-Zenei Általános Iskolában tanult 8 évig, majd a Budapesti Fazekas Mihály Gyakorló Általános Iskola és Gimnáziumban tett kitűnő érettségi vizsga után rögtön az Állatorvostudományi Egyetemen folytatta tanulmányait, ahol 1995-ben kapott állatorvos-doktori diplomát.

## Életpályája

### Állatorvosi életpályája
Az egyetemi évek alatt, valamint közvetlenül a diploma megszerzése után jó néhány alkalommal dolgozott külföldi állatklinikákon (pl. New York, USA, Straubing és Wemding Németország, Bécs, Ausztria), meglátogatott számos jól felszerelt külföldi állatklinikát (pl. Dr. Alon Levy Veterinary Clinic, Tel-Aviv, Izrael, Animal Hospital of Morris Park, New York, USA, Animal Medical Center, New York, USA, Dr. Robert Rosskopf Kleinertierklinik, Straubing, Németország, Dr. Johann Till, Wemdinger Tierartzpraxis, Wemding, Németország, Dr. Norbert Kopf, Kleinertierklinik Breitensee, Bécs, Ausztria, stb.) és részt vett számos nemzetközi állatorvosi konferencián (pl. I. Nemzetközi Géntartalék Védelmi Világkongresszus, Nemzetközi konferencia a sürgősségi betegellátásban, 6. Nemzetközi Juh-állatorvoslási Világkongresszus, Kréta, Görögország, XXIX. Kisállatgyógyászati Világkongresszus, Rodosz, Görögország, stb.).  
Az állatorvos-doktori diplomája megszerzése után az Állatorvostudományi Egyetemen, a Sebészeti és Szemészeti Tanszéken, valamint a Szülészeti és Szaporodásbiológiai Tanszéken és a Belgyógyászati Tanszéken dolgozott egy évet gyakornokként. Számos kutya- és macskakiállítás és állatorvosi kongresszus szervezésében vett részt.  
A Knézich állatorvosi rendelőt 1997-ben alapította. A 2001. évben alapította a Csepel központi állatorvosi rendelőt, állatpatikát, állattáp- és felszerelésboltot és állatkozmetikát, ahol kollégáival együtt dolgozik. A rendelő digitális röntgenkészülékkel, ultrahangkészülékkel, EKG-val, ultrahangos fogkő-eltávolítóval, altatógéppel, pulzoximéterrel, laborvizsgálati eszközökkel és műtőkkel is felszerelt. A 2003. év óta üzemel a harmadik állatorvosi rendelője, a Középső-ferencvárosi állatorvosi rendelő. 

### Újságírói életpályája

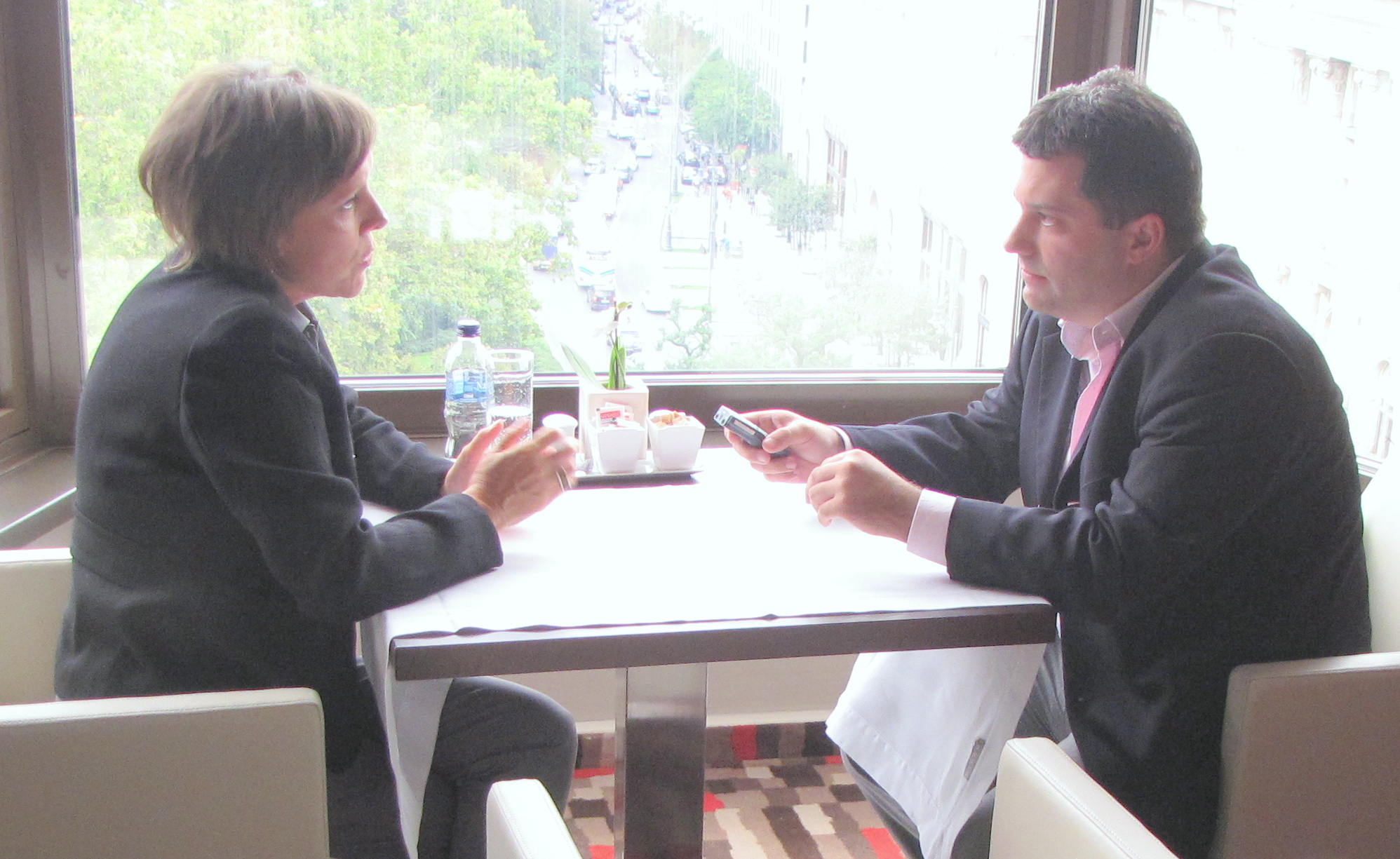
Újságírás

A 2009. év óta tagja a Magyar Újságírók Országos Szövetségének (MÚOSZ) és a 2018. óta tagja a Magyar Sportújságírók Országos Szövetségének (MSÚSZ). Eddig összesen több mint 1600 cikket publikált. Számos cikket írt ismert az állatorvoslási témákból, színészekről, zenészekről, sportolókról, TV-sekről, készített velük interjúkat, olyan hírességekről is írt, akiknek valamilyen kutyájuk, macskájuk vagy egyéb kedvencük van.  
Gyakori témák: golf, lovaspóló, autó- és motorsport, zene, film, stb. 
1998. és 2021. között ő a szerzője a Cicc…Macska Magazin két rovatának: Tanácsok kezdő macskatartóknak (Dr. Horváth Dávid állatorvos rovata) és Sztárvendégeink (riportok ismert macskatulajdonosokkal). 
Ő vezette 2003-tól 2010-ig a Kutya Szövetség című magazin állatorvosi rovatát, 1998-től 2007-ig a Nordi Északikutyás Hírmagazin, valamint 2001-től 2017-ig a Ferencváros magazin állatorvosi cikkeinek szerzője. 
1999-től 2002-ig a Kiskegyed, 2002-től 2003-ig a Budapesti Nap, 2004-től 2006-ig a Men’s Health, 2005-től 2007-ig a Fanny, valamint 2001-től a Színes Mai Lap, a Színes Bulvár Lap, majd a Bors című napilap állatorvosi rovatát vezeti. 
Az RTL Klub Knézich állatorvosi rendelőben vett fel számos részt a Kedvenc Magazin című, népszerű állatbarát sorozatához, valamint szakértőként szerepelt a csatorna Reggeli és Delelő című műsoraiban (1998-tól 2006-ig). Számos sztárvendég cikket írt a Lemezbörze, …plusz magazinnak. 
A 2003. év óta munkatársa a Hungarian Golf Magazin, a JetSet és a UniQue című magazinoknak, ahol számos golffal kapcsolatos cikket, életmódcikket, golfverseny tudósítást és sztárvendég interjút publikál.
Jelent meg cikk róla a Blikk, a Cicc…Macska Magazin, a Ferencváros, a Ferencvárosi Magazin, a Kőbányai magazin, A Kutya, a Kutya Szövetség, a Metro, a Nemzetközi Kutya Magazin, a Nordi, Színes Mai Lap, a Színes Bulvár Lap, stb. újságokban. 
Szerepelt a Budapest Rádióban, a Civil Rádióban, a Danubius Rádióban, a Klubrádióban, az Inforádióban, a Kossuth Rádióban, a Rádió C-ben, a Magyar ATV-ben, a Duna TV-ben, az MTV-ben, az RTL Klubban, a 9S TV-ben, a Hatoscsatornában, az Echo TV-ben és a Főnix TV-ben.

### Közéleti és társadalmi életpályája

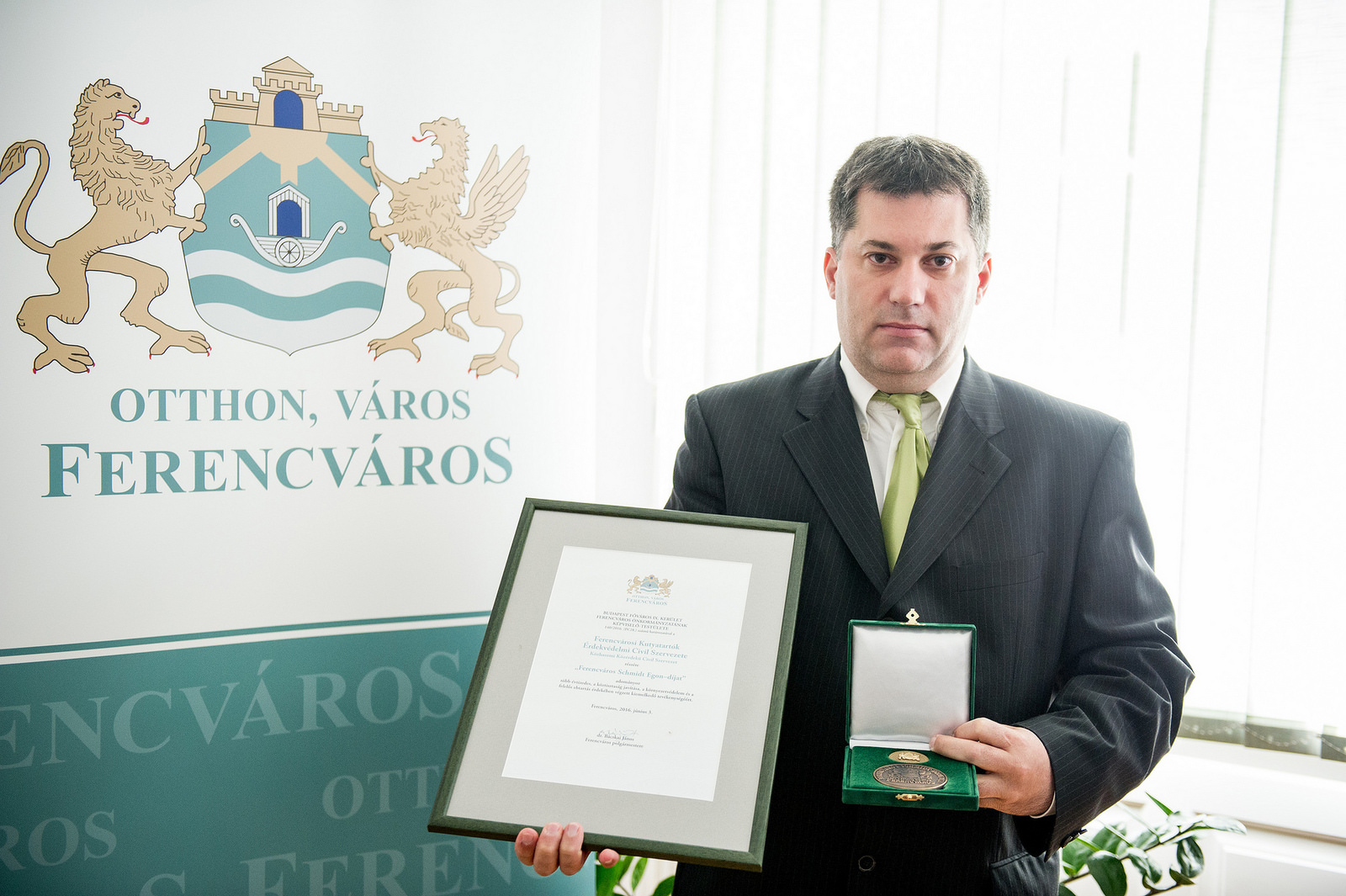
Közéleti és társadalmi életpályája

Szereplője a Ki kicsoda és a Who Is Who Magyarországon című kiadványoknak.  
A 2009. év óta tagja a Magyar Újságírók Országos Szövetségének (MUOSZ) és a 2018. év óta tagja a Magyar Sportújságírók Országos Szövetségének (MSÚSZ). A 2019. év óta tagja a Magyar Hollywood Tanácsnak. A 2023. év óta tagja a Ferencvárosi Torna Club (FTC) Baráti Kör Egyesületnek. 
Tagja volt a Fazekas Öregdiákok Társaságának, a Ferencvárosi Európai Integrációs és Vállalkozásfejlesztési Egyesületnek (FEVE), az Európa Ház Civil Együttműködésnek és alapító tagja volt a Sikeres Ferencvárosért Egyesületnek. A 2002. évtől a 2024. évig elnöke volt a Schmidt Egon-díjjal kitüntetett Ferencvárosi Kutyatartók Érdekvédelmi Civil Szervezetének, amely közérdekű és közhasznú civil szervezet volt. A szervezet céljai voltak: a ferencvárosi kutyatartók és a kutyát nem tartók közötti távolság csökkentése, a kutyatartás könnyítése a IX. kerületben (olyan parkok kialakítása, melyek alkalmasak arra, hogy ott a kutyák póráz nélkül szabadon engedhetők legyenek, a kutyatartásra is vonatkozó önkormányzati állattartási rendeletben megfogalmazott feltételek javítása, az indokolt szigorítások támogatása és a kutyatartókkal történő megismertetése, önkéntes betartásuk elősegítése, az indokolatlan szigorítások módosításának kezdeményezése az önkormányzatnál), a köztisztaság biztosításának elősegítése (frekventált helyeken kutyabélsár-gyűjtőzacskók elhelyezése és ingyenes igénybevételi lehetőségük biztosítása a kutyatartók részére, pozitív kampány folytatása példamutatással, hirdetőtáblák elhelyezésével, újságcikkekkel a zacskók használatának érdekében), a kutyatartók tájékoztatása a kutyatartás közegészségügyi és környezeti kívánalmairól (újságcikkek megjelentetése, előadások szervezése), kerületi állatvédelmi célok elősegítése, gazdátlan kutyák védőoltásainak, féregtelenítéseinek, külső parazitaellenes kezeléseinek, állatorvosi kezeléseinek, etetésüknek, stb. megoldása, a jövőben ezeket az ebeket befogadó kutyamenhely létrehozása és üzemeltetése, szegényebb kutyatartók ebtartási költségeinek átvállalása.

## Könyvei (társszerzőként)
- Hungarian Golf Kincses Kalendáriuma (2004-2024.)
- Juh- és kecskebetegségek, A juhoknak és a kecskéknek adható vakcinák és szérumok hazánkban (2006.)
- Budapest Luxury 2008, Polo (2008.)

## Kitüntetése
- Ferencváros Schmidt Egon-díja
- Emléklap a 2000. évi Szüni dö-dö gyerekprogram ”Állati (jó)napok” lebonyolításért (2000., Újpalotai Szabadidő Központ)
- Veled vagyunk! kupa (2000., Északi Szánhúzó Kutyások Sportklubja)
- Ferencváros Schmidt Egon-díja (2016., Ferencvárosi Önkormányzat)
- A Hét Embere (2021., Heti tv, Hatoscsatorna)
- Borbély György iparművész üvegplasztikája a 20 éves Tisztelet Társaság kitüntetéseként a szép korúak számára a hosszú évek során nyújtott támogatásáért és önzetlen szeretetéért (2024., Tisztelet Társaság)

## Nyelvtudás
A magyaron kívül beszél németül és angolul, tanult oroszul, latinul és franciául.

## Hobby
A hobbyjai: utazás (eddig 40 országban járt), sportok, újságírás, állatok, olvasás, internetezés, zene, TV, filmek, képzőművészet, divat, gasztronómia, kéziratgyűjtés, stb.
Általános iskolás korában úszott (Budapesti Vasutas Sport Club-Zugló, BVSC-Zugló), asztaliteniszezett (Budapesti Spartacus Sportklub), focizott (Ferencvárosi Torna Club, FTC) és vívott (Csepel Sport Club). Később kocogott, teniszezett, body buildingezett, falteniszezett és golfozott (Pólus Palace Golf and Country Club). Eredményei:
2006. 5. 20., BrandHouse Magyar Golf Kupa I: Férfi nettó III. helyezett, Pólus Palace Golf and Country Club, Göd
2006 10. 28., 2nd European Diplomats’ Golf Championship 2006: VIP President’s Cup: II. helyezett, Pólus Palace Golf and Country Club, Göd
2007. 5. 5., XVI. Diplomata kupa és III. Cégek Közötti Golfbajnokság/ Top Companies on the Green: III. helyezett, Pólus Palace Golf and Country Club, Göd
2007. 6. 30., Mercedes-Wilson Golf Tour III. forduló: I, helyezett, Pólus Palace Golf and Country Club, Göd
2007. 9. 29., III. Európai Diplomata Golf Bajnokság (European Diplomat’s Golf Championship 2007): I. helyezett, Pólus Palace Golf and Country Club, Göd
2007. 10. 20., Greenkeeper Kupa Texas scramble: Nettó III. hely, Pólus Palace Golf and Country Club, Göd
2008. 5. 31., VIII. Univer Business Golf Championship 2008: Nettó férfi B II. helyezett, Birdland Golf and Country Club, Bük
2012. 9. 22., BMW Golf Cup International magyarországi döntő B kategória 2. hely, Old Lake Golf and Country Club, Tata
2013. 9. 22., VI. Business Team Masters Invitational 2013: Egyéni nearest to the pin II. helyezett, Budapest Highland Golf Club and Academy.

## Linkek
- http://www.haziallat.hu/haziallat-tv/egyedi-esetek/kutyagumi/466/
- http://www.borsonline.hu/aktualis/hosszabb-lanc-es-chip-vedi-a-kutyakat/49227
- http://www.fszek.hu/hirlevel/edit/?article_hid=26858
- http://kutya.hu/Cikk.aspx?id=3664 Archiválva 2016. március 17-i dátummal a Wayback Machine-ben
- http://zug.hu/allatbaratcikkek/331/Mire-figyeljuenk-ha-kutyaval-utazunk
- https://web.archive.org/web/20090521191936/http://www.benkofarm.hu/h_dog_publications12.htm
- http://www.nonprofit.hu/hirek/felmeresek-szerint-egyre-tobb-koborallat-el-az-utcakon
- http://www.ferencvaros.hu/b_index0.php?name=hir_160603_SchmidtEgonDij%5B%5D